# Paul Roe
Paul Roe (Manchester, 21 novembre 1959 – Tampa, 5 ottobre 2019) è stato un calciatore inglese naturalizzato canadese, di ruolo attaccante, centrocampista e difensore.

## Biografia
Nativo di Manchester, Inghilterra, con la famiglia emigrò in Canada, stabilendosi a Bramalea, sobborgo di Brampton, Ontario. Ottenne in seguito cittadinanza canadese. Anche il fratello maggiore Peter è stato un calciatore professionista.

## Caratteristiche tecniche
Roe era un calciatore molto versatile e nell'arco della sua carriera fu impiegato in tutte le posizioni del campo ad esclusione della porta.

## Carriera

### Club
Nel 1978 è ingaggiato dalla franchigia NASL dei Toronto Metros-Croatia. Nella stagione 1978 con la sua squadra raggiunge gli ottavi di finali, perse contro i connazionali del Vancouver Whitecaps.
La stagione seguente passa a campionato in corso agli Edmonton Drillers, con cui non supera la fase a gironi del torneo.
Nella stagione 1980 raggiunge con i Drillers i quarti di finale del torneo, persi contro i futuri finalisti del Ft. Lauderdale Strikers.
L'anno dopo passa agli Hamilton Steelers, con cui vince la National Soccer League 1981.
Torna a giocare nella NASL nella stagione 1982, in forza agli statunitensi del T.B. Rowdies che lo avevano ingaggiato nel dicembre 1981, con cui però non riesce a superare la fase a gironi.
Nel 1988 torna a giocare a calcio a 11, nuovamente in forza ai Rowdies, con cui gioca due stagioni nell'American Soccer League ed una nell'American Professional Soccer League prima di ritirarsi dall'attività agonistica.
Contemporaneamente al calcio, Roe si dedicò all'indoor soccer.

### Nazionale
Naturalizzato canadese, Roe con la nazionale under-20 partecipa al Torneo giovanile CONCACAF 1978 tenutosi in Honduras, perdendo la finale contro i pari età del Messico.
Con la selezione under-20 partecipa, pur non giocando alcun incontro, inoltre al Campionato mondiale di calcio Under-20 1979, nel quale la nazionale canadese non supera la fase a gironi.

## Palmarès

### Club
- Canadian National Soccer League: 1

Hamilton Steelers: 1981